# Аніта Блаз
Аніта Блаз (фр. Anita Blaze; нар. 29 жовтня 1991 року) — французька фехтувальниця на рапірах, срібна призерка Олімпійських ігор 2020 року, призерка чемпіонатів світу та Європи.

## Виступи на Олімпіадах
| Олімпіада   | Дисципліна           | Місце |
| ----------- | -------------------- | ----- |
| Лондон 2012 | командна рапіра      | 4     |
| Токіо 2020  | індивідуальна рапіра | 22    |
| Токіо 2020  | командна рапіра      | 2     |
| Париж 2024  | командна рапіра      | 5     |